# Tequesquite
Tequesquite är en ort i Mexiko.   Den ligger i kommunen Tolimán och delstaten Querétaro Arteaga, i den centrala delen av landet, 180 km nordväst om huvudstaden Mexico City. Tequesquite ligger 1 587 meter över havet och antalet invånare är 261.
Terrängen runt Tequesquite är huvudsakligen kuperad, men den allra närmaste omgivningen är platt. Tequesquite ligger nere i en dal. Runt Tequesquite är det ganska glesbefolkat, med 28 invånare per kvadratkilometer. Närmaste större samhälle är Colón, 17,9 km sydväst om Tequesquite. Trakten runt Tequesquite består i huvudsak av gräsmarker.